# Handball Esch
L'Handball Esch è una squadra di pallamano lussemburghese avente sede a Esch-sur-Alzette.

È stata fondata nel 2001.

Nella sua storia ha vinto 12 titoli di Lussemburgo e 9 coppe nazionali.

Disputa le proprie gare interne presso il Centre Sportif Henri Schmitz di Esch-sur-Alzette.

## Palmarès

### Trofei vinti

#### Titoli nazionali
- Campionato del Lussemburgo: 12
  -  2001-02, 2002-03, 2003-04, 2006-07, 2009-10, 2012-13, 2016-17, 2018-19, 2019-20, 2020-21, 2021-22, 2022-23
- Coppa del Lussemburgo: 9
  -  2001-02, 2005-06, 2010-11, 2011-12, 2013-14, 2016-17, 2018-19, 2019-20, 2023-24

### Altri piazzamenti

#### Titoli internazionali
- Challenge Cup: Finalista
  -  2012-13

## Fonti e bibliografia
- Pagina informativa del club sul sito www.les-sports.info, su les-sports.info.